# Измоденов, Александр Георгиевич
Александр Георгиевич Измоденов  (3 мая 1938, Среднеуральск, СССР — 30 августа 2022, Екатеринбург) — советский хоккеист с мячом, заслуженный мастер спорта СССР, семикратный чемпион мира.

## Карьера
Начал играть в хоккей с мячом в родном Среднеуральске.
С 1956 года играл в команде СКА (Свердловск, ныне Екатеринбург), в составе которой стал восьмикратным чемпионом Советского Союза, шестикратным серебряным и трёхкратным бронзовым призёром чемпионата СССР, обладателем Кубка европейских чемпионов.
В общей сложности сыграл за СКА (Свердловск) в 525 матчах, забил 272 гола. 10 раз входил в список лучших игроков сезона.
Семь раз становился чемпионом мира в составе сборной команды СССР (1957, 1961, 1963, 1965, 1967, 1969, 1971 годов). Всего в сборной страны сыграл 40 матчей, забил 21 мяч. Был также чемпионом мира среди юниоров.
Окончил Челябинское высшее военное автомобильно-тракторное училище.
С мая 1984 год работал тренером-начальником команды.
Скончался 30 августа 2022 года. Похоронен на Среднеуральском городском кладбище.

## Награды
- Почётный гражданин города Среднеуральск (1999)
- орден Дружбы народов
- орден «Знак Почёта» (30.05.1969)

## Достижения

### В клубе
- Чемпион СССР (8): 1957/58, 1958/59, 1959/60, 1962, 1965/66, 1967/68, 1970/71, 1973/74
- Серебряный призёр (7): 1956/57, 1960/61, 1962/63, 1964/65, 1966/67, 1968/69
- Бронзовый призёр (2): 1969/70, 1974/75
- Обладатель Кубка европейских чемпионов: 1975

### В сборной
- Чемпион (7): 1957, 1961, 1963, 1965, 1967, 1969, 1971